# Москаленки (Золотоніський район)
Москаленки́ — село в Україні, у Золотоніському районі Черкаської області. Входить до складу Іркліївської сільської громади. У селі мешкає 1212 людей.

## Історія
Москаленки відомі з першої половини XVII століття.
В селі з 1779 року була церква
Село є на мапі 1800 року.
На фронтах Другої світової війни на боці СРСР боролись з ворогом 495 жителів села, 320 з них загинули, 99 нагороджені орденами й медалями Союзу РСР. На честь полеглих в боях споруджено обеліск Слави.
У зв'язку з будівництвом Кременчуцької ГЕС на нове місце були переселені населені пункти Котлів і Москаленки. Нове село одержало назву Москаленки.
Поблизу села виявлено два поселення доби неоліту, одне доби бронзи і одне — давньоруських часів.
На 1972 рік: у селі розташована центральна садиба колгоспу ім. Шевченка, за яким закріплено 2118 га землі, у тому числі орної — 1949 га. Основний виробничий напрям — вирощування зернових і технічних культур; розвинуте тваринництво, овочівництво, садівництво. У селі є плодоовочевий консервний завод. З 1953 по 1959 роки за успіхи у розвитку тваринництва колгосп був учасником Всесоюзної сільськогосподарської виставки. За високі показники у розвитку сільськогосподарського виробництва орденами й медалями СРСР нагороджено 83 колгоспники, серед них свинарки О. М. Демиденко та М. П. Сахно удостоєні ордена Леніна.
У селі є восьмирічна школа, у якій навчаються 224 учні, клуб на 300 місць, бібліотека з фондом 11,6 тис. книг, пологовий будинок, а також майстерня побутового обслуговування. Партійна організація налічує 49 комуністів, комсомольська—83 члени ВЛКСМ.

## Населення

### Мова
Розподіл населення за рідною мовою за даними перепису 2001 року:
| Мова            | Кількість | Відсоток |
| --------------- | --------- | -------- |
| українська      | 1601      | 98.64%   |
| російська       | 18        | 1.11%    |
| білоруська      | 1         | 0.06%    |
| інші/не вказали | 3         | 0.19%    |
| Усього          | 1623      | 100%     |